# Tintín y el lago de los tiburones
Tintín y el lago de los tiburones (en francés, Tintin et le Lac aux Requins) es una película de dibujos animados de Tintín, dirigida por Raymond Leblanc en 1972. La película no fue escrita ni dibujada por Hergé (que se limitó a supervisarla), sino por el creador de cómics belga Greg (Michel Regnier), amigo de Hergé. En la versión original en francés Jacques Careuil fue el encargado de darle voz al protagonista.
Tras el estreno del filme se realizó una adaptación al cómic, usando como viñetas fotogramas de la película, y añadiendo globos de diálogo procedentes del guion. En este cómic se acorta mucho la película, pues tan solo cuenta con 42 páginas. También se han localizado varias faltas de ortografía, entre ellas, la frase preferida de Haddock que en los álbumes es Mil millones de mil demonios se cambia por por Neptuno y al nombre de Rastapopoulos, se le quita la segunda o y queda Rastapopulos, que así suena en la mayoría de los idiomas.

## Sinopsis
El Profesor Tornasol ha invitado a Tintín, a Milú y al Capitán Haddock a Sildavia a pasar unas vacaciones a la orilla del lago Flechifaz. En el aeropuerto se encuentran a Hernández y Fernández, que deciden acompañarles. Son llevados en un avión taxi al lago, pero este se avería y son abandonados por el piloto. Tintín logra aterrizar y son salvados por dos niños syldavos, Niko y Nuchka. Ellos les conducen hasta la casa del profesor Tornasol, quien cuenta con un nuevo invento: una máquina que reproduce objetos en tres dimensiones. Por otra parte la criada de Tornasol, la Sra. Vlake, es en secreto cómplice de una banda de criminales, entre los que se encontraba también el piloto del avión. A la mañana siguiente, Tintín va con los niños a explorar la zona. Mientras el Capitán Haddock juega al golf junto con Hernández y Fernández, Milú sospecha de un hombre-rana que se introduce en el lago, y le arranca una de sus aletas. Tintín descubre el pasadizo secreto donde una banda de falsificadores guarda sus objetos robados, y que la Sra. Vlake es una espía de esta banda. Aunque la interrogan, ella no sabe quién es el jefe.
Mientras Tornasol está presentando su invento, los criminales secuestran a Niko y a Nuchka, y dejan un mensaje del jefe de la banda, diciéndole a Tintín que devolverá a los niños a cambio de que le lleve el invento de Tornasol. Tintín busca refuerzos y se encuentra a Bianca Castafiore. Tras hablar con la policía, Tintín va en busca del jefe y descubre que es Rastapopoulos. Tintín le entrega el invento, pero los niños consiguen escapar. Tras capturarlos de nuevo, Rastapopoulos prueba el invento y descubre que es falso, por lo que decide huir y hacer estallar todo su complejo subterráneo, con Tintín y los niños dentro. Tintín y los syldavos logran finalmente huir antes de la explosión. El submarino con el que trata de huir Rastapopoulos se avería por un despiste y tiene que salir a la superficie del lago, donde la policía acaba por detener a toda la banda. Syldavia se lo agradece a Tintín, y el álbum acaba con un baile popular del país.

## Reparto
| Personaje          | Actor de voz original | Actor de doblaje    |
| ------------------ | --------------------- | ------------------- |
| Tintín             | Jacques Careuil       | Arturo Mercado      |
| Capitán Haddock    | Claude Bertrand       | Guillermo Romano    |
| Profesor Tornasol  | Henri Virlojeux       | Esteban Siller      |
| Hernández          | Paul Rieger           | Francisco Colmenero |
| Rastapopoulos      | Serge Nadaud          | Pedro D'Aguillón    |
| Niko               | Jacques Vinitzki      | Edmundo Santos Jr.  |
| Azafata aeropuerto |                       | Diana Santos        |